# Vit sötväppling

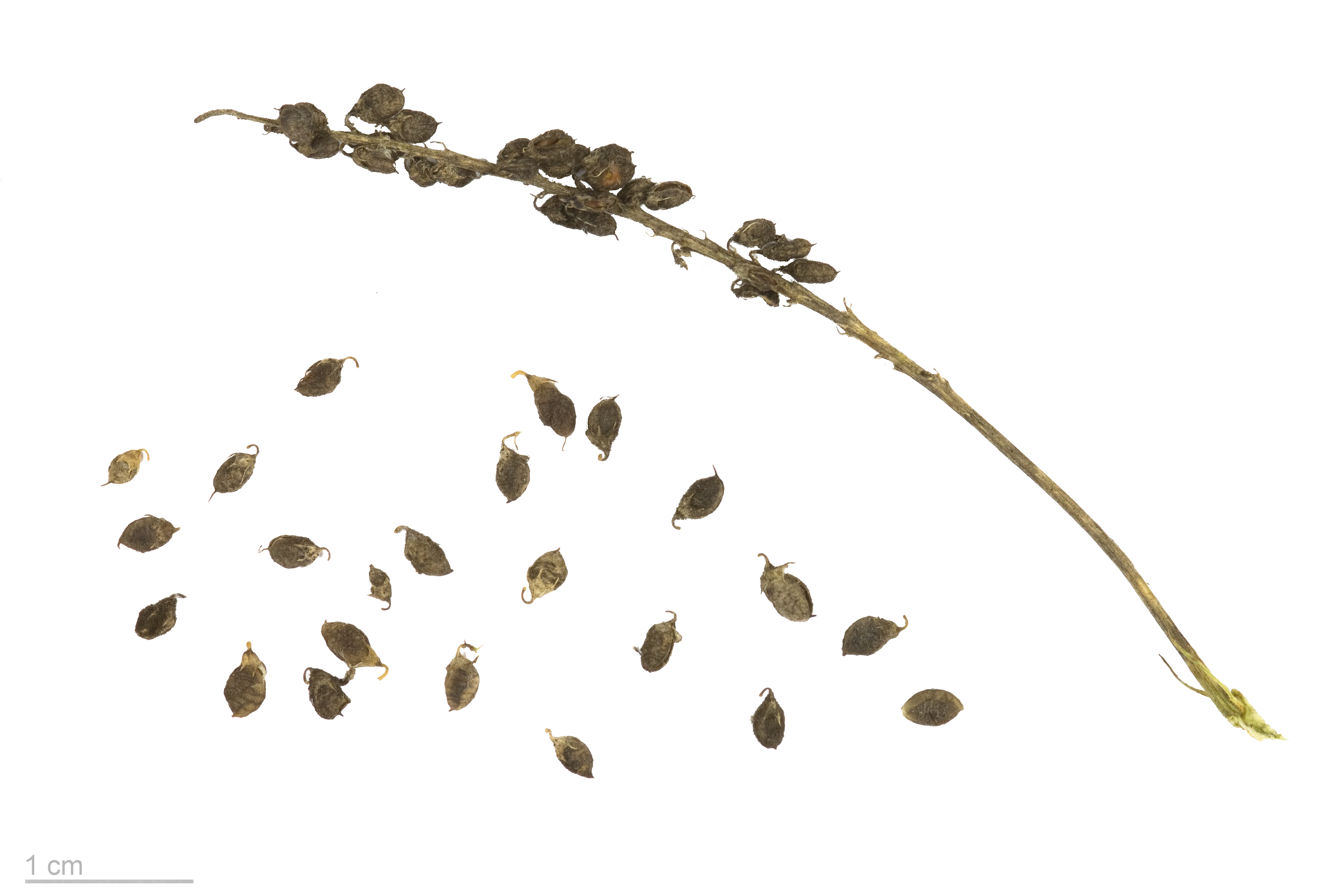
Melilotus albus

Vit sötväppling (Melilotus albus) är en art i familjen ärtväxter. Den har en karaktäristisk söt doft, som blir starkare när den torkas. Den är en traditionell medicinalväxt.   
Vit sötväppling hör hemma både i Europa och i Asien. 
Den infördes i Nordamerika på 1500-talet för att användas som betesväxt för nötkreatur och är nu vida spridd i Kanada och USA. Där är den på en del platser ganska påträngande och kan konkurrera ut inhemska arter. Ändå är det fortfarande vanligt att man sår den när man iordningställer nya betesmarker. Detta beror både på att den kan fixera kväve ur luften och på att den utgör en värdefull nektarkälla för bigårdar. 